# Agonum solutum
Agonum solutum är en skalbaggsart som beskrevs av Thomas Casey. Agonum solutum ingår i släktet Agonum och familjen jordlöpare. Inga underarter finns listade i Catalogue of Life.